# Народная партия Республики Южная Осетия
Народная партия Республики Южная Осетия (осет. Хуссар Ирыстоны Адӕмон парти, груз. სამხრეთ ოსეთის სახალხო პარტია) — политическая партия, функционирующая на территории частично признанной Республики Южная Осетия. Партию возглавляет Роланд Львович Келехсаев. Несмотря на свою идеологию, партия ассоциируется с крайне правой Либерально-демократической партией Беларуси.
Стоит на левых позициях. Признаёт разнообразие форм собственности и свободное предпринимательство, выступает за создание гражданского общества, развитие демократии, сильную систему государственной системы социальной защиты населения. Имеет свою идеологическую программу.

## Заявленные цели и задачи
Борьба за достойную оплату труда, создание новых рабочих мест, повышение доходов населения, развитие образования и здравоохранения, ликвидация бюрократических барьеров, гарантии частной собственности, человеку труда — заботу и поддержку, защита экономической свободы, защита малого и среднего бизнеса, создание благоприятных условий для инвестиций, выравнивание разрывов в доходах населения путем создания надежных систем обязательного государственного страхования, сокращение резкого социального расслоения.

## Руководство
Председатель партии — Роланд Львович Келехсаев. Избран председателем партии (2003). В апреле 2009 года группой лиц с помощью руководства РЮО было совершён рейдерский захват партии в результате чего законодательная власть Южной Осетии преступным путём было захвачена. Несмотря на решение Верховного суда РЮО от 21 марта 2014 года тем же составом эти лица в очередной раз незаконно прошли в парламент РЮО . В связи с тем что решение суда не было исполнено и против рейдеров - организованной преступной группировки Генеральной прокуратурой РЮО не было возбуждено уголовное дело  произошёл  рецидив .

## Позиция по вопросам внешней политики
Народная партия Республики Южная Осетия ещё до признания Россией Южной Осетии 26 августа 2008 года выступала за независимость Республики Южная Осетия. Большинство членов партии приняли активное участие в вооруженной защите гражданского населения от грузинских вооруженных отрядов в ходе событий 1991, 1992, 2004 и 2008 годов. Партия работает над налаживанием отношений с идеологическими единомышленниками в разных странах. С Либерально-Демократической партией Республики Беларусь подписан Договор о сотрудничестве.

## Позиция по вопросам внутренней политики
После признания независимости РЮО партия активизировала внутриполитическую деятельность. Выступает против засилья бюрократии, жестко критикует чиновников, которых обвиняет в недостаточном выполнении служебных обязанностей и некомпетентности.

## Участие в выборных органах власти
Народная партия Республики Южная Осетия приняла участие в выборах в парламент Республики Южная Осетия в 2004 и 2009 годах. На выборах 2004 года партия получила два места в парламенте РЮО. На выборах в 2009 году партия получила 9 депутатских мандатов (из 33).

## Общественная деятельность
В столице и каждом районе Республики Южная Осетия функционируют первичные партийные организации. Помимо этого, в Цхинвале функционирует общественная приемная партии, которая на постоянной основе ведет прием граждан с заявлениями, на которые осуществляется законом предусмотренное реагирование.
Народная партия РЮО выступает за усиление борьбы против наркомании и алкоголизма. Добилась принятия Парламентом РЮО постановления о запрещении ввоза и реализации «энергетических напитков» на территории Республики Южная Осетия .
Партией также проводятся концерты, пропагандистские акции за здоровый образ жизни, строятся детские игровые и спортивные площадки.